# Fluweelslakken
Fluweelslakken (Elysia) vormen een geslacht van slakken uit de familie van de Plakobranchidae.

## Beschrijving
Fluweelslakken zijn enkele centimeters grote zeeslakken zonder huisjes, die grazen op algen, waarvan ze de celinhoud opnemen. Hun groene lichaamskleur ontlenen ze aan het chlorofyl van de algen, de bladkleurstof, die planten nodig hebben om zonne-energie vast te leggen.

## Soorten
- Elysia abei Baba, 1955
- Elysia amakusana Baba, 1955
- Elysia amuravela Ortea, 2017
- Elysia arena Carlson & Hoff, 1978
- Elysia asbecki Wägele, Stemmer, Burghardt & Händeler, 2010
- Elysia atroviridis Baba, 1955
- Elysia australis (Quoy & Gaimard, 1832)
- Elysia babai Pruvot-Fol, 1946
- Elysia bangtawaensis Swennen, 1998
- Elysia bella (Pease, 1860)
- Elysia bengalensis Swennen, 2011
- Elysia bennettae Thompson, 1973
- Elysia brycei (Jensen & Wells, 1990)
- Elysia buonoi Krug, Vendetti & Valdés, 2016
- Elysia canguzua Er. Marcus, 1955
- Elysia catulus (Gould, 1870)
- Elysia cauze Er. Marcus, 1957
- Elysia chavelavargas Ortea, 2017
- Elysia chilkensis Eliot, 1916
- Elysia chlorotica Gould, 1870
- Elysia christinae Krug, Vendetti & Valdés, 2016
- Elysia coodgeensis (Angas, 1864)
- Elysia cornigera Nuttall, 1989
- Elysia crispata Mörch, 1863
- Elysia deborahae Ortea, Caballer, Moro & Espinosa, 2005
- Elysia degeneri Ostergaard, 1955
- Elysia delcarmen Ortea, 2017
- Elysia diomedea (Bergh, 1894)
- Elysia ellenae Ortea, Espinosa & Caballer, 2013
- Elysia entredosaguas Ortea & Bacallado, 2014
- Elysia evelinae Er. Marcus, 1957
- Elysia expansa (O'Donoghue, 1924)
- Elysia faustula Bergh, 1871
- Elysia filicauda K. R. Jensen & Wells, 1990
- Elysia flava Verrill, 1901
- Elysia flavipunctata Ichikawa, 1993
- Elysia flavomacula K. R. Jensen, 1990
- Elysia furvacauda Burn, 1958
- Elysia grandifolia Kelaart, 1858
- Elysia grandis Bergh, 1872
- Elysia haingsisiana Bergh, 1905
- Elysia hamanni Krug, Vendetti & Valdés, 2016
- Elysia hamatanii Baba, 1957
- Elysia hedgpethi Er. Marcus, 1961
- Elysia hendersoni Eliot, 1899
- Elysia hetta Perrone, 1990
- Elysia hirasei Baba, 1955
- Elysia japonica Eliot, 1913
- Elysia jaramilloi Ortea, Moro & Bacallado, 2017
- Elysia jibacoaensis Ortea, Moro, Caballer & Espinosa, 2011
- Elysia kushimotoensis Baba, 1957
- Elysia leucolegnote Jensen, 1990
- Elysia lobata Gould, 1852
- Elysia macnaei Marcus, 1982
- Elysia manriquei Ortea & Moro, 2009
- Elysia maoria Powell, 1937
- Elysia marcusi (Ev. Marcus, 1972)
- Elysia margaritae Fez, 1962
- Elysia marginata (Pease, 1871)
- Elysia mercieri (Pruvot-Fol, 1930)
- Elysia minima Ichikawa, 1993
- Elysia nealae Ostergaard, 1955
- Elysia nigrocapitata Baba, 1957
- Elysia nigropunctata (Pease, 1871)
- Elysia nisbeti Thompson, 1977
- Elysia obtusa Baba, 1938
- Elysia oerstedii Mörch, 1859
- Elysia orientalis Ortea, Moro, Caballer & Espinosa, 2011
- Elysia ornata (Swainson, 1840)
- Elysia papillosa A. E. Verrill, 1901
- Elysia patagonica Munian & Ortea, 1997
- Elysia patina Ev. Marcus, 1980
- Elysia pawliki Krug, Vendetti & Valdés, 2016
- Elysia pilosa Risbec, 1928
- Elysia pratensis Ortea & Espinosa, 1996
- Elysia punctata Kelaart, 1858
- Elysia pusilla (Bergh, 1871)
- Elysia rufescens (Pease, 1871)
- Elysia sanfermin Ortea, 2017
- Elysia serca Er. Marcus, 1955
- Elysia siamensis Swennen, 1998
- Elysia singaporensis Swennen, 2011
- Elysia slimora Er. Marcus & Ev. Marcus, 1966
- Elysia stylifera (Jensen, 1997)
- Elysia subornata A. E. Verrill, 1901
- Elysia sugashimae Baba, 1955
- Elysia taino Krug, Vendetti & Valdés, 2016
- Elysia thompsoni Jensen, 1993
- Elysia timida (Risso, 1818)
- Elysia tokarensis Baba, 1957
- Elysia tomentosa K. Jensen, 1997
- Elysia translucens Pruvot-Fol, 1957
- Elysia trilobata Heller & Thompson, 1983
- Elysia trisinuata Baba, 1949
- Elysia velutinus Pruvot-Fol, 1947
- Elysia verrucosa K. R. Jensen, 1985
- Elysia viridis (Montagu, 1804)
- Elysia vreelandae Ev. Marcus & Er. Marcus, 1970
- Elysia yaeyamana Baba, 1936
- Elysia zuleicae Ortea & Espinosa, 2002

### Taxon inquirendum
- Elysia fezi Vilella, 1968
- Elysia pruvotae Risbec, 1953

### Nomen dubium
- Elysia chitwa Er. Marcus, 1955
- Elysia sarasuae Ortea, Moro, Caballer & Espinosa, 2011
- Elysia scops Ev. Marcus & Er. Marcus, 1967

### Synoniemen
- Ondergeslacht Elysia (Elysiopterus) Pruvot-Fol, 1946 → Elysia Risso, 1818
  - Elysia (Elysiopterus) verrilli Pruvot-Fol, 1946 => Elysia velutinus Pruvot-Fol, 1947
- Ondergeslacht Elysia (Tridachia) → Elysia Risso, 1818
  - Elysia (Tridachia) crispata Mörch, 1863 → Elysia crispata Mörch, 1863
- Elysia annedupontae Ortea, Caballer, Moro & Espinosa, 2005 → Elysia papillosa A. E. Verrill, 1901
- Elysia bayeri Er. Marcus, 1965 → Thuridilla bayeri (Er. Marcus, 1965) → Thuridilla gracilis (Risbec, 1928)
- Elysia bedeckta MacFarland, 1966 → Elysia hedgpethi Er. Marcus, 1961
- Elysia clarki Pierce, Curtis, Massey, Bass, Karl & Finney, 2006 → Elysia crispata Mörch, 1863
- Elysia clena Er. Marcus & Ev. Marcus, 1970 → Elysia serca Er. Marcus, 1955
- Elysia cyanea Mamo in Caruana, 1867 → Thuridilla hopei (Vérany, 1853)
- Elysia decorata Heller & Thompson, 1983 → Thuridilla decorata (Heller & Thompson, 1983)
- Elysia duis Ev. Marcus & Er. Marcus, 1967 → Thuridilla picta (A. E. Verrill, 1901)
- Elysia eugeniae Ortea & Espinosa, 2002 → Elysia canguzua Er. Marcus, 1955
- Elysia fusca Philippi, 1844 → Elysia viridis (Montagu, 1804)
- Elysia gordanae Thompson & Jaklin, 1988 → Elysia margaritae Fez, 1962
- Elysia gracilis Risbec, 1928 → Thuridilla gracilis (Risbec, 1928)
- Elysia halimedae Macnae, 1954 → Elysia pusilla (Bergh, 1871)
- Elysia leeanneae Caballer, Ortea & Espinosa, 2013 → Elysia zuleicae Ortea & Espinosa, 2002
- Elysia livida Baba, 1955 → Thuridilla livida (Baba, 1955)
- Elysia marmorata Cantraine, 1835 → Elysia viridis (Montagu, 1804)
- Elysia minuta Sars M., 1835 → Elysia viridis (Montagu, 1804)
- Elysia moebii (Bergh, 1888) → Thuridilla moebii (Bergh, 1888)
- Elysia nigropuncta [sic] → Elysia nigropunctata (Pease, 1871)
- Elysia ocellata Pease, 1860 → Plakobranchus ocellatus van Hasselt, 1824
- Elysia pagenstecheri Marcus Ev., 1982 → Elysia viridis (Montagu, 1804)
- Elysia picta A. E. Verrill, 1901 → Thuridilla picta (A. E. Verrill, 1901)
- Elysia pruvotfolae Er. Marcus, 1957 → Elysia velutinus Pruvot-Fol, 1947
- Elysia purchoni Thompson, 1977 → Elysia canguzua Er. Marcus, 1955
- Elysia ratna Er. Marcus, 1965 → Thuridilla gracilis (Risbec, 1928)
- Elysia schrammi Mörch, 1863 → Elysia crispata Mörch, 1863
- Elysia setoensis Hamatani, 1968 → Elysia atroviridis Baba, 1955
- Elysia splendida Grube, 1861 → Thuridilla hopei (Vérany, 1853)
- Elysia thysanopoda Bergh, 1905 → Thuridilla thysanopoda (Bergh, 1905)
- Elysia tuca Ev. Marcus & Er. Marcus, 1967 → Elysia velutinus Pruvot-Fol, 1947
- Elysia vataae Risbec, 1928 → Thuridilla vataae (Risbec, 1928)
- Elysia virgata (Bergh, 1888) → Thuridilla virgata (Bergh, 1888)
- Elysia zemi Krug, Vendetti & Valdés, 2016 → Elysia cauze Er. Marcus, 1957

Elysia
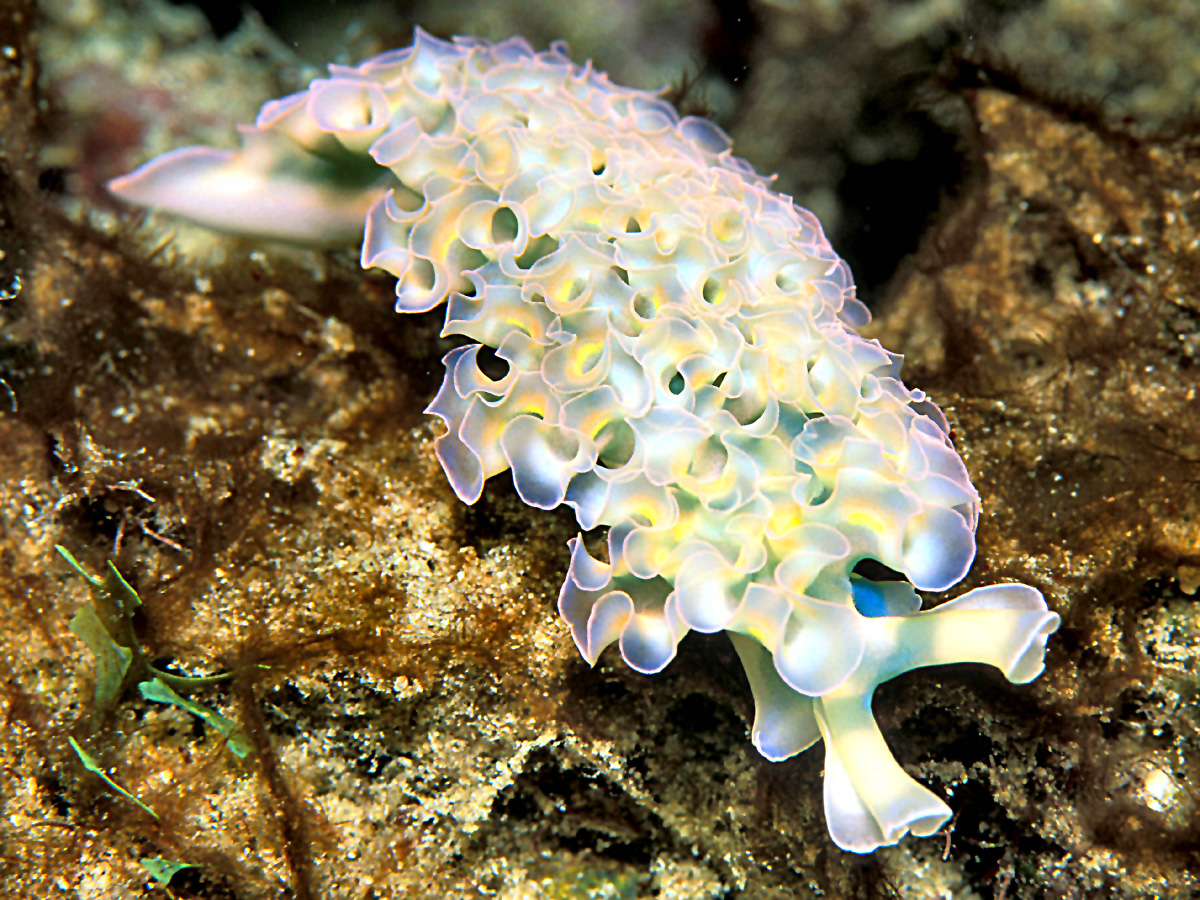
Elysia crispata
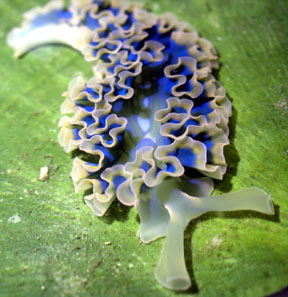
Elysia crispata
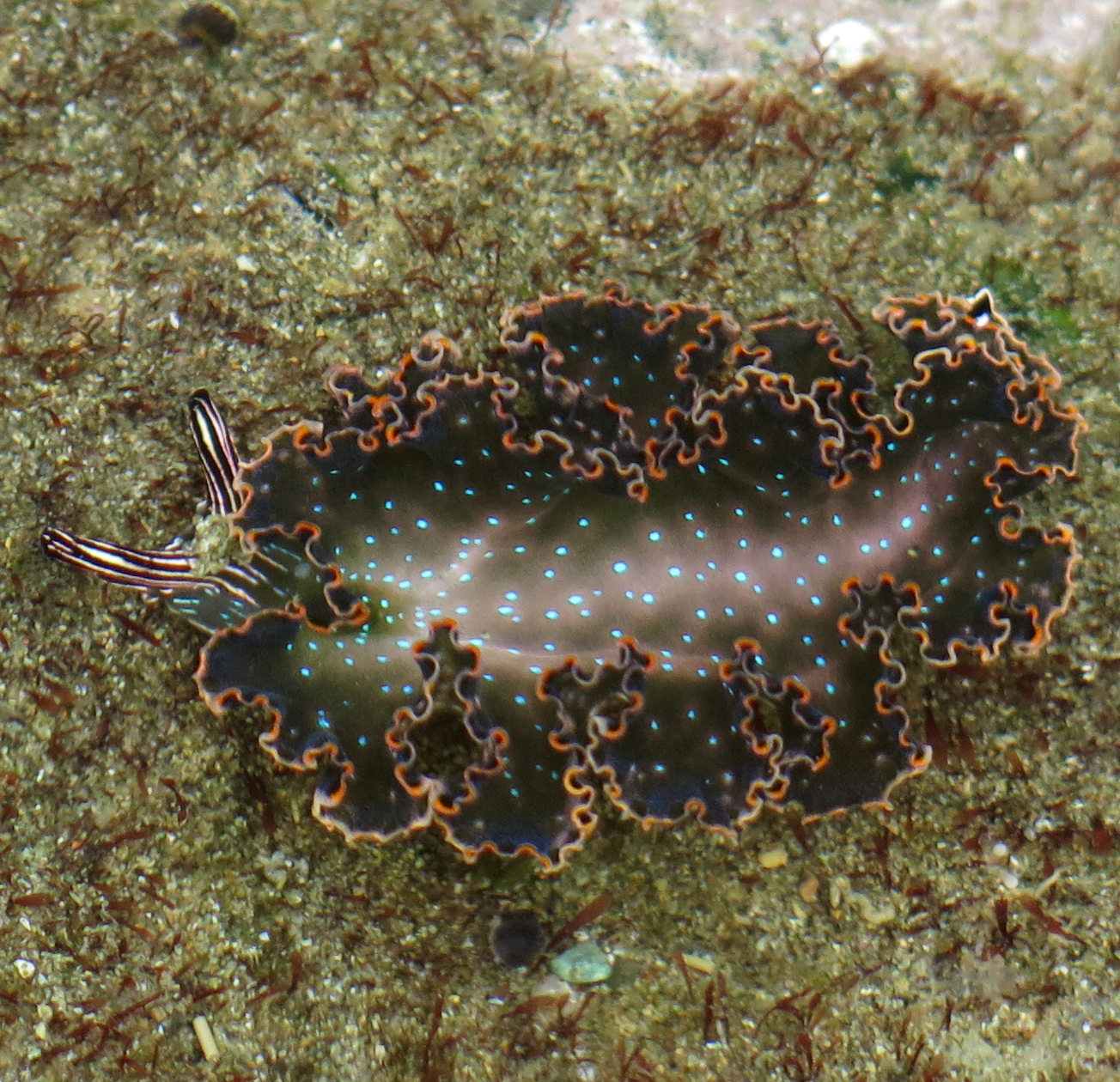
Elysia diomedea
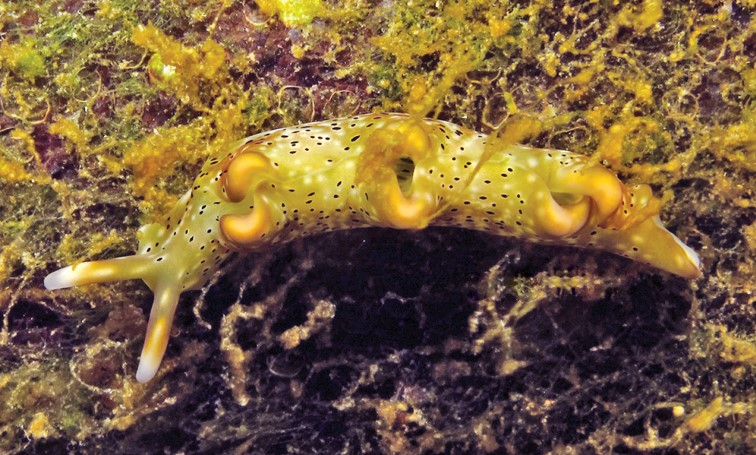
Elysia cf. nigropunctata
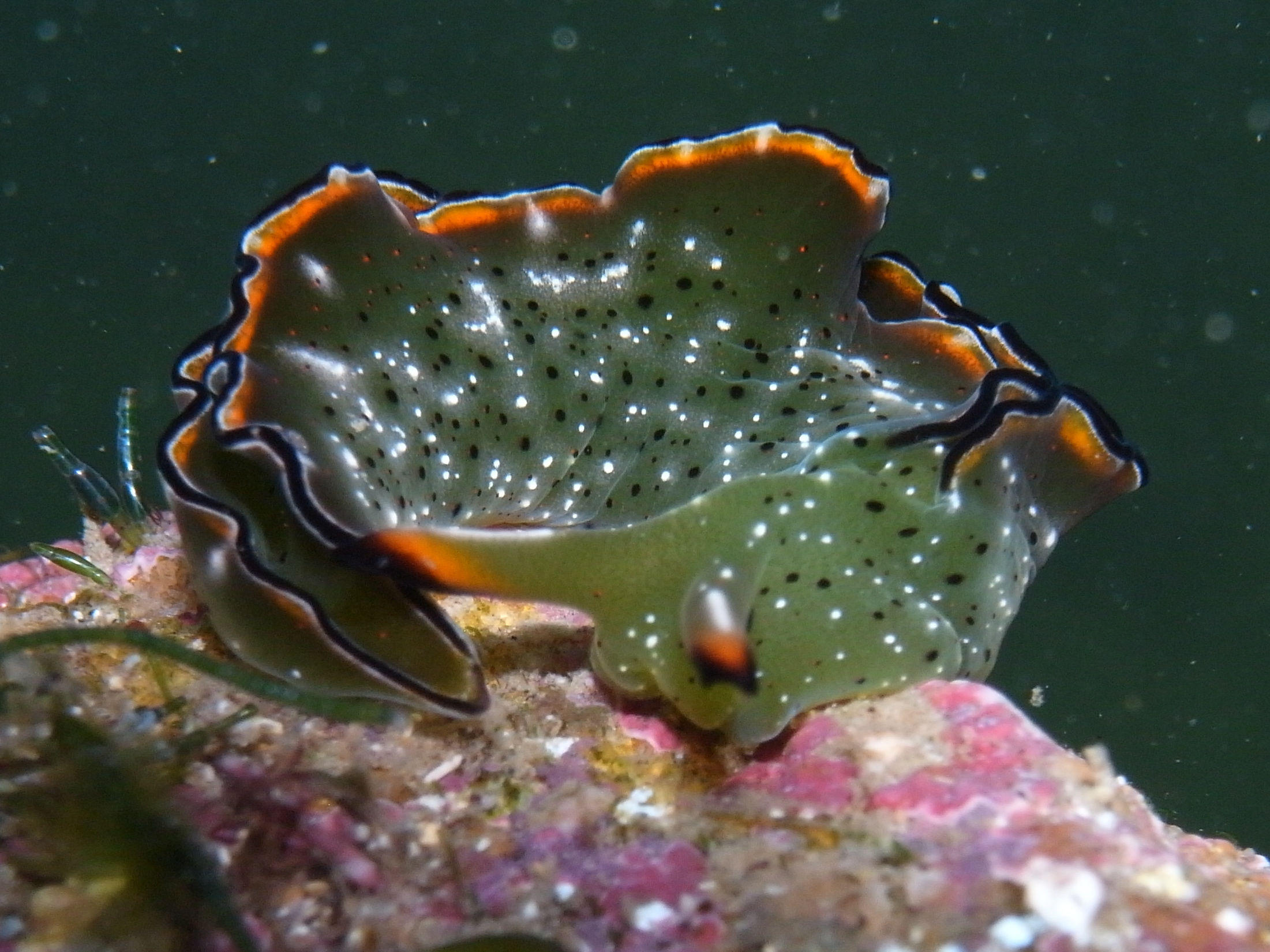
Elysia ornata